# La incondicional
«La incondicional» es una canción escrita, producida y arreglada por el compositor español Juan Carlos Calderón e interpretada por el cantante mexicano Luis Miguel. Fue lanzada el 20 de febrero de 1989 como el tercer sencillo de su sexto álbum de estudio titulado Busca una mujer (1988) y se convirtió en su segundo sencillo #1 en la lista Billboard Hot Latin Tracks después de "Ahora te puedes marchar" en 1987. La canción rompió varios récords de radio en América Latina alcanzando la cima de las listas en México (donde se convirtió en el mayor éxito del año), Argentina, Perú y Chile, entre muchos otros países. El éxito de la canción ayudó a llevar el álbum al #4 en los álbumes de Billboard Latin Pop con ventas aproximadas de tres millones de unidades. La canción hace homenaje al tema ''Te Amaré'' de Miguel Bosé de 1980, es por eso que suena similar en la primera parte de la canción.
"La incondicional" ganó la Canción Pop del Año en los Premios Lo Nuestro en 1990. En 2008, VH1 Latin America transmitió el programa titulado Las 100 mejores canciones de los años 80 en español, que declaró a "La incondicional" como la #1. De la canción existen una versión en portugués interpretada por el mismo Luis Miguel y una en cantonés interpretada por Sally Yeh.

## Rendimiento del gráfico
La canción debutó en la lista Billboard Hot Latin Tracks en el n. ° 32 la semana del 1 de abril de 1989. Después de su primera semana en el n. ° 32, se retiró de la lista durante una semana pero volvió a ingresar la semana siguiente en el n. ° 36 y subió camino al Top Ten la semana del 6 de mayo de 1989. "La incondicional" alcanzó el número 1 en la semana del 27 de mayo de 1989 y ocupó este puesto durante siete semanas consecutivas (reemplazando a "Cómo tú" del cantante mexicano José José y siendo reemplazado por "Baila mi rumba" del cantante venezolano José Luis Rodríguez "El Puma". "La incondicional" ocupó el tercer lugar en la lista de finales de año de Hot Latin Tracks de 1989 y se convirtió en el segundo sencillo de Luis Miguel en los Estados Unidos después de "Ahora te puedes marchar", que dos años antes había alcanzado el número uno. En América Latina, alcanzó el número uno en los gráficos españoles de Guatemala y en Ecuador. La canción fue certificada de oro en México.

### Sucesión en las listas
| Predecesor: Cómo tú de José José | U.S. Billboard Hot Latin Tracks — Sencillo N°. 1 27 de mayo de 1989 - 14 de julio de 1989 | Sucesor: Baila mi rumba de José Luis Rodríguez "El Puma" |

## Video musical
Se lanzó un vídeo musical para la canción, el cual fue dirigido por el prestigiado director Pedro Torres, y fue una de las primeras superproducciones presentadas en México. El video musical fue filmado en lugares del Heroico Colegio Militar en la Ciudad de México. La historia relata como un joven sirve para la Fuerza Aérea Mexicana y se separa del amor de su vida. El video fue un poco impactante para los fanáticos porque el aspecto de Luis Miguel desde su debut artístico y hasta ese momento lucía un cabello semi-largo, y durante el desarrollo del video su larga cabellera desaparece para dar lugar a un aspecto militar con cabello muy corto. Fue incluido en Grandes Éxitos Videos.
Aunque el video de la canción es uno de los mejores producidos en México, precisaremos solamente algunos detalles de la producción que fueron estéticamente tratados para lograr el impacto deseado en la audiencia:
No está permitido llegar al área de hangares en auto particular.
El sillón el HCM donde se "corta" el pelo se coloca en un área iluminada que no es peluquería.
El cantante permanece en el Heroico Colegio Militar y se gradúa del Colegio del Aire.
No obstante, el éxito de la canción y el video, elevaron el interés en los jóvenes para solicitar matricularse a los planteles de educación militar. 
En el video se aprecian Helicópteros Bell, aviones Hércules y F-5, que hasta el 2005, la institución contaba con 10 de estas aeronaves.

## Certificaciones
| País   | Certificación | Ventas | Ref.  |
| ------ | ------------- | ------ | ----- |
| México | Oro           | 30 000 | [ 4 ] |

## Créditos y personal
- Arreglos musicales y de coros: Juan Carlos Calderón
- Teclados: Randy Kerber y Juan Carlos Calderón
- Bajo: Dennis Belfield
- Batería: John Robinson
- Guitarra: Paul Jackson, Jr.
- Coros: Andrea Bronston, Doris, Huevo y Mikel
- Cuerdas: Conjunto de Cuerdas de Madrid